# Adenanthos cygnorum
Adenanthos cygnorum (лат.) — высокий кустарник, вид рода Аденантос (Adenanthos) семейства Протейные (Proteaceae), произрастающий на юго-западе Западной Австралии на севере от Джералдтона до Коджонупа на юге.

## Ботаническое описание
Adenanthos cygnorum — высокий кустарник без лигнотубера. Листья на коротких черешках, разделённые на 3 лопасти, длиной до 20 мм; округлые в сечении с короткими завитыми и длинными прямыми волосками, часто гладкие, за исключением основания. Обёртывающие прицветники до 3,5 мм длиной. Околоцветник 22-28 мм длиной, бледно-розово-зелёный или кремово-зелёный, с короткими волосками снаружи. Столбик около 37 мм длиной, гладкий; завязь гладкая.

Adenanthos cygnorum
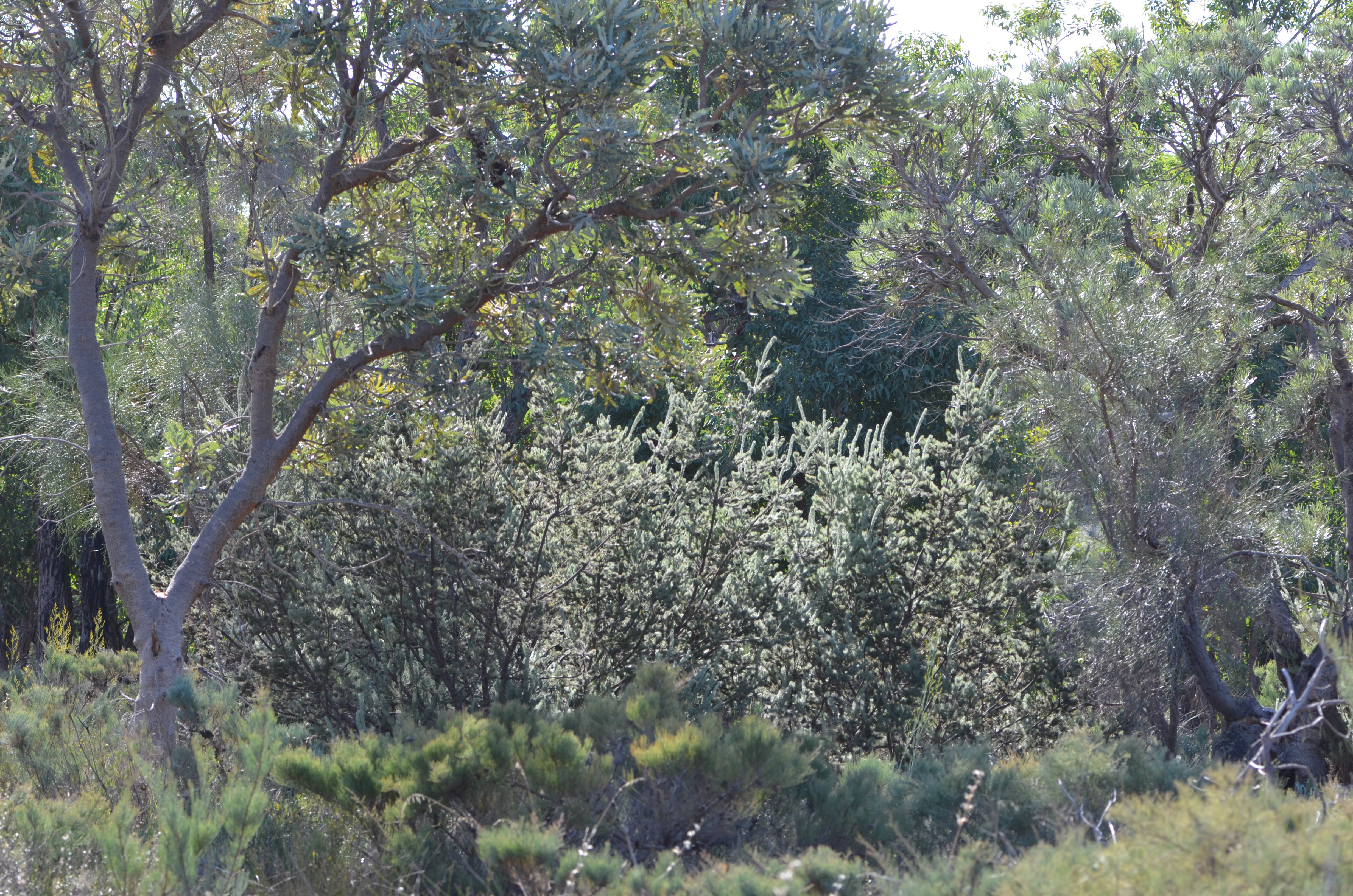
В природе
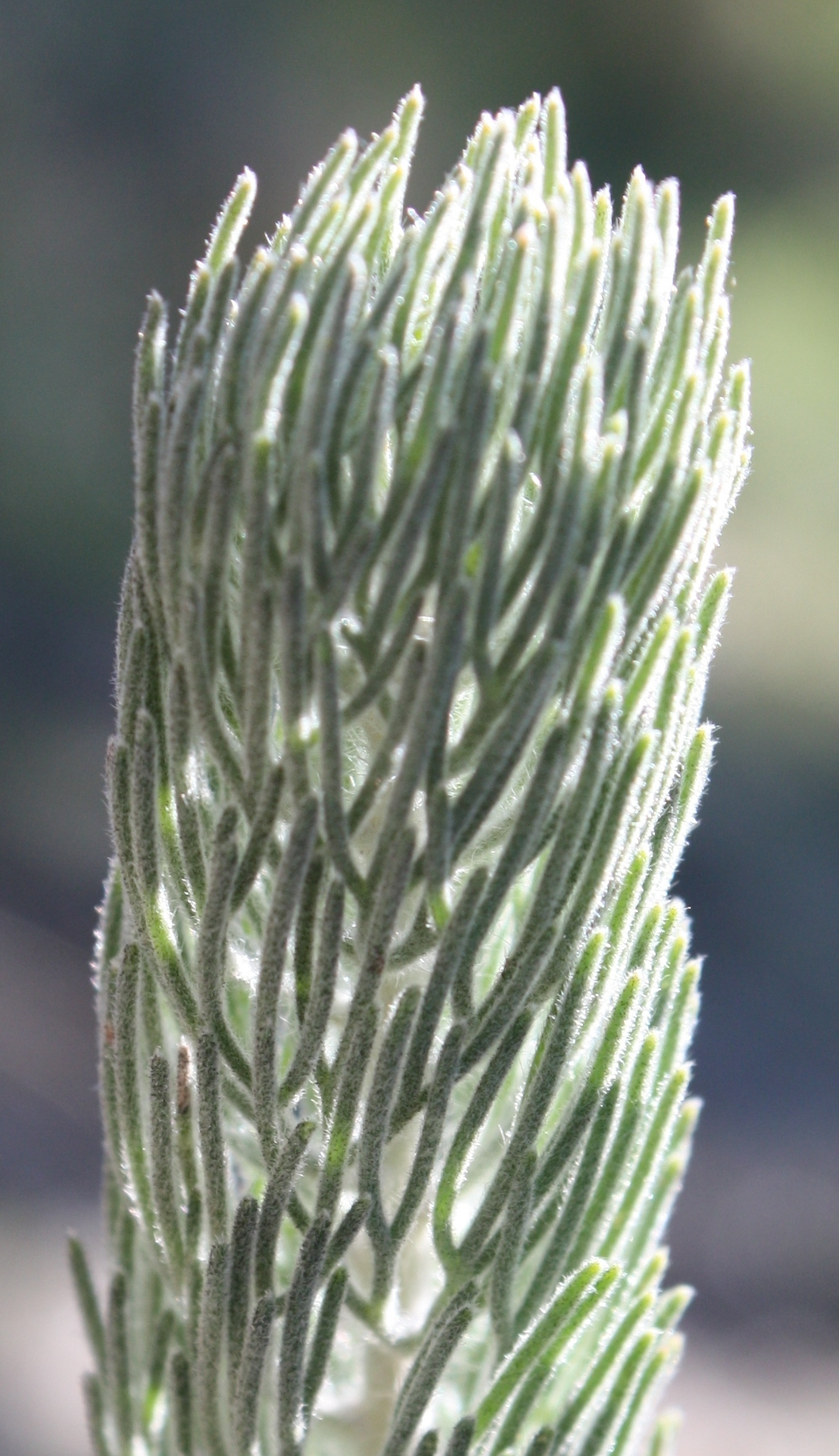
Листья
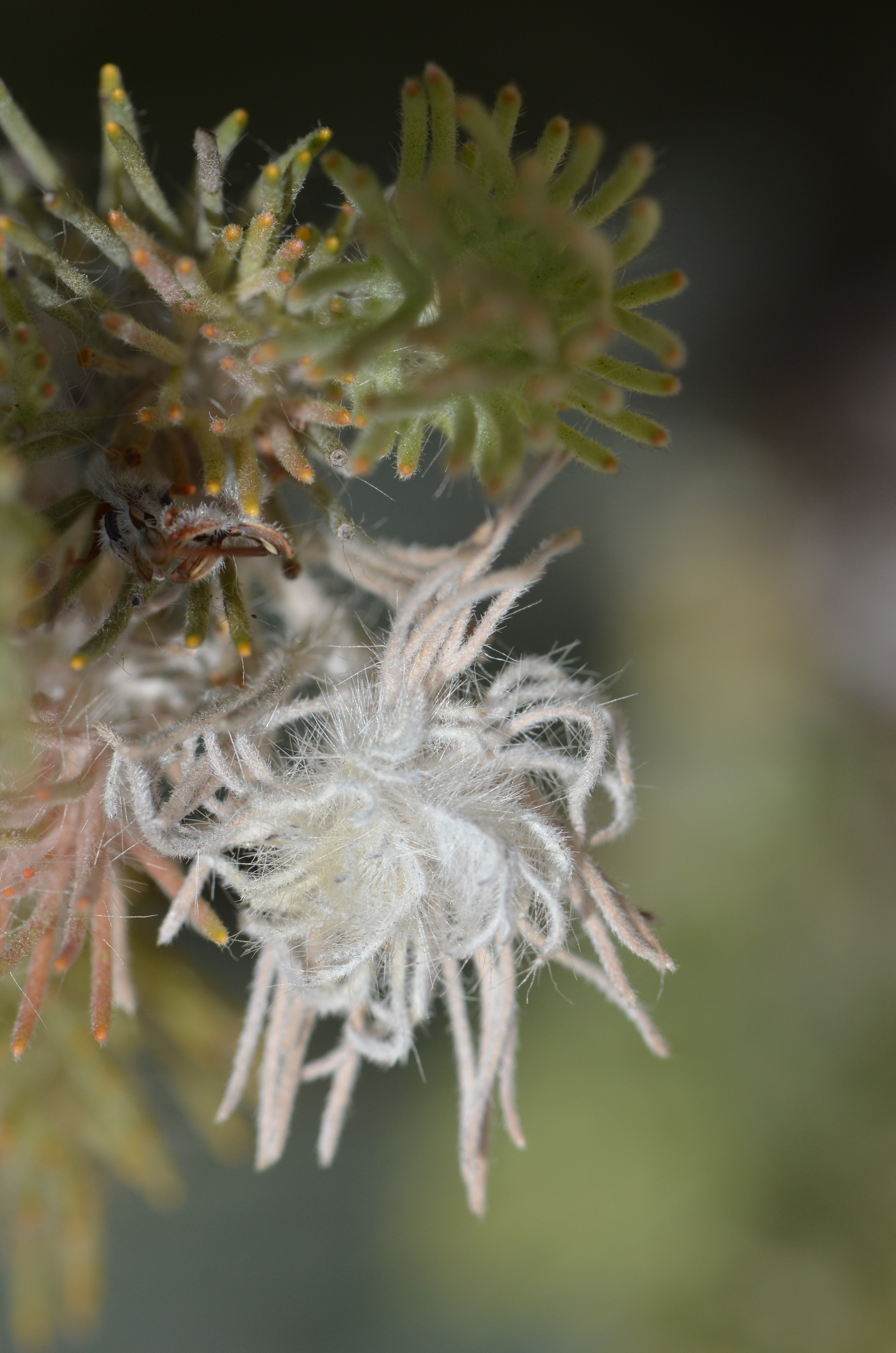
Цветок

## Таксономия
Вид был впервые собран английским ботаником и коллекционером растений Алланом Каннингемом в 1818 году на реке Суон (Лебединая) в Западной Австралии. Видовой эпитет — от латинского cygnus, означающего «лебедь», относится к типовой местности.
Существует два подвида: Adenanthos cygnorum subsp. cygnorum и Adenanthos cygnorum subsp. chamaephyton. Последний представляет собой стелющийся образующий циновку кустарник; этот подвид редкий и малоизвестный, а некоторые популяции находятся под угрозой, но в настоящее время не считаются находящимися под угрозой исчезновения.

## Распространение и местообитание
A. cygnorum — эндемик Западной Австралии. Встречается от Коджонупа к северу до реки Мерчисон и в глубь страны до Викепина. Обычно растёт в глубоком кремнистом песке в квонгане, а также на латеритном гравии и глине. Этот вид широко распространён на обочинах дорог и на повреждённых почвах в окрестностях Перта.

## Биология
Цветки, вероятно, опыляются медососом Lichmera indistincta.
Это очень восприимчивый вид к фитофторозу, вызываемому Phytophthora cinnamomi.

## Охранный статус
Международный союз охраны природы классифицирует природоохранный статус вида как «уязвимый».